# Gerard van Egmont
Gerard van Egmont (Latijn:Ghearardus de Egmundus), (Egmond aan den Hoef, ca. 1200 - Candia, 25 december 1242) was heer van Egmont.
Gerard was een zoon van Willem I van Egmont en Badeloch van Haarlem. Hij volgde in 1234 zijn vader op als heer van Egmont.
Gerard was een vroom man, hij liet de slotkapel wijden door de abt van Egmond in 1229 en ondernam tweemaal een tocht naar het Heilige Land. Bij zijn terugtocht in 1242 overleed hij in Candia op het eiland Kreta.
Over de echtgenote van Gerard bestaat onzekerheid. In bronnen wordt gesproken over Beatrix van Haarlem (een halfzuster van Badeloch, Gerards moeder), maar ook over Mabelia, over wie verder niets bekend is. Van Gerard zijn twee kinderen bekend:
- Willem II van Egmont
- Sophia van Egmont